# 威廉·内格里
威廉·内格里（義大利語：William Negri，義大利語發音：[ˈwilljam ˈneːɡri]，1935年7月30日—2020年6月26日），意大利足球运动员、教练员。司职守門員。

## 生平
1935年7月生于曼托瓦省巴尼奥洛圣维托，从小热爱足球和排球运动，长期效力曼托瓦。1962年入选意大利國家足球隊，1962年11月11日首次代表国家队出战，最终以2：1击败奧地利國家足球隊获胜。他一共代表国家队出场12次。1965-1966赛季受伤，1971年结束职业生涯，成为教练。1989年退休。2020年6月26日在曼托瓦逝世。